# Професионална гимназия по транспорт (София)
Професионална гимназия по транспорт е средно професионално училище в София, България, подготвящо кадри в областта на автотранспорта. Обучават се автомеханици и водачи на МПС, категория „В“.
Училището е в съседство с бившия „Авторемонтен завод – София“ за нуждите на който дълги години са се обучавали квалифицирани кадри в областта на авторемонта.

## Специалности
- Митническа и данъчна администрация
- Спедиция, транспортна и складова логистика
- Автомобилна мехатроника
- Автотранспортна техника
- Електрообзавеждане на транспортна техника

## История
Училището е създадено през 1949 година и са го завършили над 10 000 младежи и девойки. До 2004 г. училището носи името СПТУ по транспорт „Никола Ботушев“.
В училището са се обучавали много ученици по програма „Олимпийски надежди“.

## Известни личности завършили ПГ по транспорт
- Васил Иванов - Лучано – български политик
- Димитър Илиев – автомобилен състезател
- Мануела Малеева – българска тенисистка
- Катерина Малеева – българска тенисистка
- Николай Пешалов – български щангист
- Николай Иванов – български волейболист
- Звездомир Керемидчиев – певец и музикант
- Иван Станчев – български колоездач